# Inta Kļimoviča-Drēviņa
Inta Kļimoviča-Drēviņa (geb. Kļimoviča; * 14. Dezember 1951 in Vārve bei Ventspils) ist eine ehemalige lettische Sprinterin, die sich auf den 400-Meter-Lauf spezialisiert hatte und für die Sowjetunion startete.
1974 gewann sie bei den Leichtathletik-Europameisterschaften in Rom mit der sowjetischen Mannschaft Bronze in der 4-mal-400-Meter-Staffel.
Bei den Leichtathletik-Halleneuropameisterschaften errang sie 1975 und 1976 Bronze und bei der Universiade 1975 Silber.
1976 holte sie bei den Olympischen Spielen in Montreal mit dem sowjetischen Quartett die Bronzemedaille in der 4-mal-400-Meter-Staffel.
1975 wurde sie sowjetische Hallenmeisterin.

## Persönliche Bestzeiten
- 400 m: 51,49 s, 24. Juni 1976, Kiew
  - Halle: 52,80 s, 22. Februar 1976, München